# Elin Dekkers
Elin Dekkers is een personage uit de serie De co-assistent. Ze wordt gespeeld door de actrice Hanna Verboom.
Elin is de hoofdpersoon van de serie. Ze is enig kind, maar ze heeft wel veel vrienden. Helaas heeft ze niet zo heel veel tijd om haar relaties te onderhouden, omdat ze heel druk is met haar coschappen.
Elin is heel erg leergierig, maar ook nog weleens een beetje naïef. Verder wil ze altijd alles goed doen. Dat leidt nog weleens tot hilarisch situaties. Dit omdat als je alles goed wil doen, en het iedereen naar de zin wil maken, het nog weleens wil mislukken. Verder is ze een echt gezelschapsmens.

## Vriendschappen
Elin kan het met haar mede-co's over het algemeen goed vinden. Met Hugo heeft ze ooit een relatie gehad, maar daar heeft ze het mee uitgemaakt. Later noemt ze Hugo een "lul op pootjes" omdat hij het liefst met iedere vrouw de koffer in duikt. 
Met Marjolein wil het ook nog weleens botsen, omdat dat eigenlijk twee tegenpolen zijn. Ook met de begeleiding kan Elin het goed vinden. Met Thomas heeft ze een goede band, omdat ze veel met zijn vrouw heeft opgetrokken toen die multiple sclerose had (heeft euthanasie gepleegd in de voorlaatste aflevering van seizoen 1).

## Relaties
In Seizoen 1 heeft Elin een relatie met Job, maar die loopt op de klippen. In seizoen 2 is ze weer single, maar er bloeit wel wat tussen haar en de "nachtportier" (Arthur). In seizoen 3 bloeit er iets op tussen Elin en arts-assistent Rob de Ruijter, waarmee ze in seizoen 4 een relatie heeft.